# Bernd Leno
Pour les articles homonymes, voir Leno.
Bernd Leno, né le 4 mars 1992 à Bietigheim-Bissingen en Allemagne, est un footballeur international allemand qui évolue au poste de gardien de but au Fulham FC.

## Jeunesse

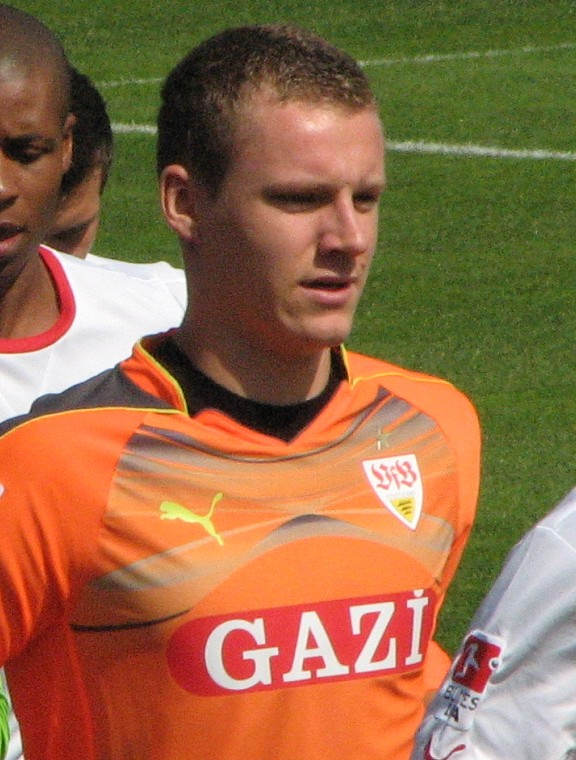
Bernd Leno

Les parents de Bernd sont des Russes allemands et ont fui en 1989 l'Union soviétique pour leur pays d'origine, l'Allemagne, en s'installant dans le Bade-Wurtemberg. Leno  grandi avec son frère à Bietigheim-Bissingen près de la capitale de la région, Stuttgart.
Leno est scolarisé à la Johann-Friedrich-von-Cotta-Schule à Stuttgart jusqu'à l'été 2011, où il obtient le Fachhochschulreife. Après avoir été transféré au Bayer 04 Leverkusen, Leno déménage dans un appartement dans le sud de la ville de Cologne.

## Carrière

### En club

#### Vfb Stuttgart (2009-2011)
Leno commence à jouer au football à SV Germania Bietigheim   puis joue dans les équipes de jeunes du VfB Stuttgart à partir de 2003. Lors de la saison 2008/09, il est champion d'Allemagne B-junior avec les souabes.  Il fait ses débuts avec la deuxième équipe de Stuttgart en 3.Liga contre le 1. FC Heidenheim 1846 le 19 décembre 2009, lors de la  21e journée de la saison 2009/2010. En mai 2011, Leno signe son premier contrat professionnel le liant avec les Souabes jusqu'au 30 juin 2014. Au début de la saison 2011/12, il devient troisième gardien de but mais est utilisé comme gardien de l'équipe réserve, avant de s'imposer très vite comme gardien .

#### Bayer Leverkusen (2011-2018)

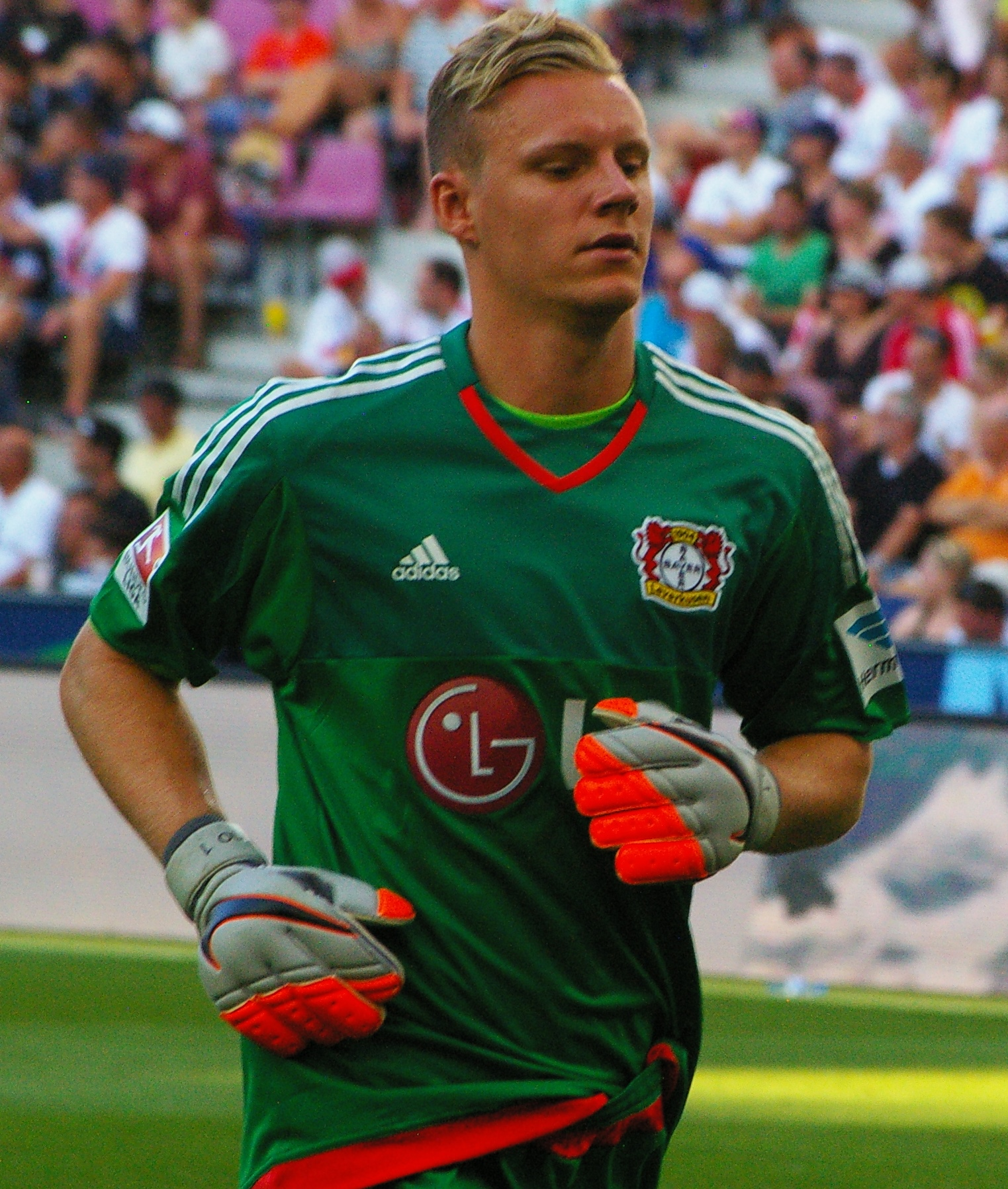
Bernd Leno avec le Bayer Leverkusen, en juillet 2015.

Il signe au Bayer Leverkusen le 10 août 2011 en remplacement de René Adler, qui subit alors une opération du genou. Ses performances sont si remarquables qu'il s'impose alors comme titulaire indiscutable et sera logiquement élu meilleur gardien du championnat. Adler quittera le club à la fin de la saison pour le Hambourg SV. Leno dispute les trois premiers matchs de la saison sans prendre de but, performance que seuls Dirk Krüssenberg et Heribert Macherey avaient réalisé avant lui. Il est nommé homme du match contre le Borussia Dortmund. Le 13 septembre 2011, il dispute son premier match de Ligue des champions contre Chelsea (0-2) à l'âge de 19 ans et 193 jours. Il est alors le plus jeune gardien allemand à débuter dans la compétition (performance battue depuis par Timon Wellenreuther).
Le 1er janvier 2012, il signe un contrat de cinq ans avec Leverkusen.
Le 3 août 2014, il dispute son 100e match avec le club rhénan contre le Borussia Dortmund.
Du 28 février au 11 avril 2015, il bat le record d'inviolabilité au sein du club, détenu alors par Rüdiger Vollborn avec 485 minutes lors de la saison 1984-185, en jouant 527 minutes sans prendre de but.
Le 10 septembre 2016, il prolonge son contrat avec Leverkusen jusqu'en juin 2020.

#### Arsenal FC (2018-2022)
Le 19 juin 2018, Arsenal officialise son arrivée jusqu'en 2023 contre un chèque estimé à 22m€. Il est sur le banc pour les 5ères journées de Premier League, et fait ses débuts le 20 septembre pour la réception du Vorskla Poltava en Ligue Europa (victoire 4-2 d'Arsenal). Le 29 septembre, il est sur le banc pour la réception de Watford à l'occasion de la 7e journée de Premier League. Juste avant la mi-temps, il remplace Petr Čech qui se blesse et fait ses débuts dans le championnat anglais. Arsenal s'impose 2-0 et après cette rencontre, Leno ne lâche plus la place de n°1 dans les cages des Gunners. Il reste invaincu avec Arsenal pendant 14 rencontres toutes compétitions confondues. Le 16 décembre, lors d'un d"placement sur la pelouse de Southampton pour la 17e journée, il sort mal sur un centre de Shane Long à la 85e minute, ce qui amène au but de Charlie Austin, les Gunners s'inclinent 3-2.
À la suite de la retraite de Petr Čech, il récupère le n°1 du Tchèque à l'aube de la saison 2019/20. Le 20 juin 2020, Arsenal se déplace sur la pelouse de Brighton pour la 30e journée de Premier League. Leno saute pour récupérer un ballon et est percuté par Neal Maupay, l'attaquant des Seagulls. Touché au genou, les cris de douleur de l'Allemand laissent craindre le pire, mais sa blessure est moins grave et il ne souffre que d'une entorse ligamentaire. Mais sa saison prend fin puisqu'il sera absent 4 à 6 semaines. Les fans d'Arsenal le nomment 2e meilleur joueur de la saison du club, avec 16% des votes.
Le 25 février 2021, il dispute son 100e match sous le maillot d'Arsenal à l'occasion du 1/16e de finale retour de Ligue Europa contre le Benfica Lisbonne (victoire 3-2 d'Arsenal).

#### Fulham FC (depuis 2022)
Le 2 août 2022, Bernd Leno signe un contrat de trois saisons, soit jusqu'en juin 2025 avec Fulham FC.
Il joue son premier match pour Fulham le 20 août 2022, lors d'une rencontre de championnat face au Brentford FC. Il est titularisé et son équipe l'emporte par trois buts à deux,.
Le 13 décembre 2023, Bernd Leno prolonge de deux saisons son contrat avec le Fulham FC, étant alors lié au club jusqu'en juin 2027,.
Le 2 mars 2025, Leno se fait remarquer en coupe d'Angleterre en arrêtant deux penalties contre Manchester United durant la séance de tirs au but. Il permet ainsi à son équipe de l'emporter et donc de se qualifier pour le tour suivant de la compétition,.

## Statistiques
| Saison                | Club                  | Championnat           | Championnat | Championnat | Coupe nationale | Coupe nationale | Coupe de la Ligue | Coupe de la Ligue | Compétition(s) continentale(s) | Compétition(s) continentale(s) | Compétition(s) continentale(s) | Total | Total |
| Saison                | Club                  | Division              | M.          | B.          | M.              | B.              | M.                | B.                | Comp.                          | M.                             | B.                             | M.    | B.    |
| 2011-2012             | Bayer Leverkusen      | Bundesliga            | 33          | 0           | -               | -               | -                 | -                 | C1                             | 8                              | 0                              | 41    | 0     |
| 2012-2013             | Bayer Leverkusen      | Bundesliga            | 32          | 0           | 2               | 0               | -                 | -                 | C3                             | 6                              | 0                              | 40    | 0     |
| 2013-2014             | Bayer Leverkusen      | Bundesliga            | 34          | 0           | 4               | 0               | -                 | -                 | C1                             | 8                              | 0                              | 46    | 0     |
| 2014-2015             | Bayer Leverkusen      | Bundesliga            | 34          | 0           | 4               | 0               | -                 | -                 | C1                             | 10                             | 0                              | 48    | 0     |
| 2015-2016             | Bayer Leverkusen      | Bundesliga            | 33          | 0           | 4               | 0               | -                 | -                 | C1+C3                          | 8+4                            | 0                              | 49    | 0     |
| 2016-2017             | Bayer Leverkusen      | Bundesliga            | 34          | 0           | 1               | 0               | -                 | -                 | C1                             | 7                              | 0                              | 42    | 0     |
| 2017-2018             | Bayer Leverkusen      | Bundesliga            | 33          | 0           | 5               | 0               | -                 | -                 | -                              | -                              | -                              | 38    | 0     |
| Sous-total            | Sous-total            | Sous-total            | 233         | 0           | 20              | 0               | -                 | -                 | -                              | 51                             | 0                              | 304   | 0     |
| 2018-2019             | Arsenal FC            | Premier League        | 32          | 0           | -               | -               | 1                 | 0                 | C3                             | 3                              | 0                              | 36    | 0     |
| 2019-2020             | Arsenal FC            | Premier League        | 30          | 0           | -               | -               | -                 | -                 | C3                             | 2                              | 0                              | 32    | 0     |
| 2020-2021             | Arsenal FC            | Premier League        | 35          | 0           | 2               | 0               | 2                 | 0                 | C3                             | 10                             | 0                              | 49    | 0     |
| 2021-2022             | Arsenal FC            | Premier League        | 4           | 0           | 1               | 0               | 3                 | 0                 | -                              | -                              | -                              | 8     | 0     |
| Sous-total            | Sous-total            | Sous-total            | 101         | 0           | 3               | 0               | 6                 | 0                 | -                              | 15                             | 0                              | 125   | 0     |
| 2022-2023             | Fulham FC             | Premier League        | 36          | 0           | 1               | 0               | -                 | -                 | -                              | -                              | -                              | 37    | 0     |
| 2023-2024             | Fulham FC             | Premier League        | 38          | 0           | -               | -               | 3                 | 0                 | -                              | -                              | -                              | 41    | 0     |
| 2024-2025             | Fulham FC             | Premier League        | 38          | 0           | 2               | 0               | -                 | -                 | -                              | -                              | -                              | 40    | 0     |
| Sous-total            | Sous-total            | Sous-total            | 112         | 0           | 3               | 0               | 3                 | 0                 | -                              | -                              | -                              | 118   | 0     |
| Total sur la carrière | Total sur la carrière | Total sur la carrière | 446         | 0           | 26              | 0               | 9                 | 0                 | -                              | 66                             | 0                              | 547   | 0     |

## Palmarès

### Club

#### Arsenal
- FA Cup
  - Vainqueur : 2020
- Community Shield
  - Vainqueur : 2020
- Ligue Europa
  - Finaliste : 2019

### Sélection

#### Allemagne
- Coupe des confédérations
  - Vainqueur : 2017

#### Allemagne U17
- Euro U17
  - Vainqueur : 2009